# マイケル・ザキア
マイケル・ザキア（Michael Zakhia、1999年6月9日 - ）は、オーストラリア出身のラグビーユニオン選手。

## プロフィール
- オーストラリア出身。
- ポジションはスタンドオフ(SO)、ウィング(WTB)、センター(CTB)、フルバック(FB)。
- 身長 182cm、体重 90kg

## 略歴
ウェスタンシドニー・トゥーブルーズ、東京ガスを経て、2022年、NTTドコモレッドハリケーンズ大阪に加入。
2023年1月31日に行われたJAPAN RUGBY LEAGUE ONE DIVISION3第5節、クリタウォーターガッシュ昭島戦にて先発出場でリーグワン公式戦初出場を果たした。
2024年5月、レッドハリケーンズ大阪を退団。